# Jacques Marin
Jacques Marin (Parigi, 9 settembre 1919 – Cannes, 10 gennaio 2001) è stato un attore francese.

## Biografia
Allievo del Conservatoire national supérieur d'art dramatique di Parigi, Marin ebbe il suo primo ruolo di rilievo in Giochi proibiti, film del 1952 diretto da René Clément. La sua carriera s'intrecciò con quella del grande Jean Gabin, a fianco del quale prenderà parte a ben 16 pellicole.
Aiutato da un aspetto fisico perfettamente in linea con lo stereotipo francese, oltre che da un'ottima padronanza della lingua inglese, Marin avrà occasione di recitare in numerose produzioni anglo-americane, al fianco di attori del calibro di Marlon Brando, Audrey Hepburn, Cary Grant, Errol Flynn, Orson Welles, Burt Lancaster, Julie Andrews, Dustin Hoffman, Michael Caine e Anthony Quinn. Si occupò anche del doppiaggio di molti film americani in francese, tra cui anche film d'animazione di Walt Disney.
Marin, apprezzato anche a teatro e in televisione, in poco meno di 50 anni di carriera prese parte a ben 129 film. Ha vissuto a lungo a Meudon, nel dipartimento dell'Hauts-de-Seine, prima di trasferirsi a Mouans-Sartoux in Costa Azzurra. Morì all'età di 81 anni nel 2001 in una clinica di Cannes, a seguito di un edema polmonare.

## Filmografia parziale
- Giochi proibiti (Jeux interdits), regia di René Clément (1952)
- Fascicolo nero (Le Dossier noir), regia di André Cayatte (1955)
- L'amante di Lady Chatterley (L'amant de Lady Chatterley), regia di Marc Allégret (1955)
- La traversata di Parigi (La Traverseé de Paris), regia di Claude Autant-Lara (1956)
- I miserabili (Les Misérables), regia di Jean-Paul Le Chanois (1958)
- La ragazza del peccato (En cas de malheur), regia di Claude Autant-Lara (1958)
- Peccatori in blue-jeans (Les Tricheurs), regia di Marcel Carné (1958)
- Le radici del cielo (The Roots of Heaven), regia di John Huston (1958)
- Archimede le clochard, regia di Gilles Grangier (1959)
- Maigret e il caso Saint-Fiacre (Maigret et l'affaire Saint-Fiacre), regia di Jean Delannoy (1959)
- Dramma nello specchio (Crack in the Mirror), regia di Richard Fleischer (1960)
- Esecuzione in massa (The Enemy General), regia di George Sherman (1960)
- La verità (La Vérité), regia di Henri-Georges Clouzot (1960)
- Hitler non è morto (Le Monocle noir), regia di Georges Lautner (1961)
- Il re delle corse (Le Gentleman d'Epsom), regia di Gilles Grangier (1962)
- Chi vuol dormire nel mio letto? (Méfiez-vous, mesdames!), regia di André Hunebelle (1963)
- Sciarada (Charade), regia di Stanley Donen (1963)
- Il treno (The Train), regia di John Frankenheimer (1964)
- Fantomas minaccia il mondo (Fantomas se déchaîne), regia di André Hunebelle (1965)
- Come rubare un milione di dollari e vivere felici (How to Steal a Million), regia di William Wyler (1966)
- Né onore né gloria (Lost Command), regia di Mark Robson (1966)
- La 25ª ora (La vingt-cinquième heure), regia di Henri Verneuil (1967)
- L'amore attraverso i secoli (Le plus vieux métier du monde), regia di Claude Autant-Lara, Mauro Bolognini (1967)
- Nuda sotto la pelle (The Girl on a Motorcycle), regia di Jack Cardiff (1968)
- Operazione Crêpes Suzette (Darling Lili), regia di Blake Edwards (1970)
- Le drapeau noir flotte sur la marmite, regia di Michel Audiard (1971)
- L'isola sul tetto del mondo (The Island at the Top of the World), regia di Robert Stevenson (1974)
- Flic Story, regia di Jacques Deray (1975)
- La gang dell'Anno Santo (L'Année sainte), regia di Jean Girault (1976)
- Il maratoneta (Marathon Man), regia di John Schlesinger (1976)
- Herbie al rally di Montecarlo (Herbie Goes to Monte Carlo), regia di Vincent McEveety (1977)
- Qualcuno sta uccidendo i più grandi cuochi d'Europa (Who Is Killing the Great Chefs of Europe?), regia di Ted Kotcheff (1978)

## Doppiatori italiani
- Manlio Busoni in I miserabili
- Giorgio Capecchi in Peccatori in blue-jeans
- Carlo Romano in Sciarada
- Nino Pavese in Il treno
- Ferruccio Amendola in Come rubare un milione di dollari e vivere felici
- Manlio De Angelis in L'isola sul tetto del mondo
- Pino Locchi in Herbie al rally di Montecarlo
- Roberto Gicca ne Il presidente
- Sergio Fiorentini in Dov'è finita la 7ª compagnia?